# Sidónio Pais
Pour les articles homonymes, voir Cardoso.
Sidónio Bernardino Cardoso da Silva Pais (Caminha, 1er mai 1872 — Lisbonne, 14 décembre 1918) est un militaire et un homme d'État portugais, 4e président de la République portugaise surnommé le président-roi à cause de son autoritarisme.

## Biographie
Sidónio Pais est officier, professeur de mathématiques avant de devenir ministre en 1911 puis ambassadeur en Allemagne de 1912 à 1916. 
Il prend le pouvoir et dissout l'Assemblée après le coup d'État du 8 décembre 1917. Cherchant à mettre fin au désordre et à la démagogie de la République, il instaure un régime fort qui vire bientôt au culte de la personnalité. Par ailleurs, le Portugal venait de s'engager dans la Première Guerre mondiale contre l'Allemagne, aux côtés du Royaume-Uni et de la France ; cette décision incomprise par le peuple, provoque la colère des milieux catholiques et conservateurs plus proches de l'Allemagne. Opposé à cette intervention, il bénéficie de leur soutien au début. 
Il ne change pourtant pas la politique extérieure du pays sur ce plan. Par contre, il s'efforce de corriger les excès des débuts de la République portugaise en rétablissant les liens avec le Saint-Siège, en renforçant le pouvoir du président, instaurant même le suffrage universel pour la première fois au Portugal. 
Il se fait élire président le 28 avril 1918. 
Il va petit à petit être abandonné par ses partisans ; son autoritarisme, la répression contre l'opposition, la censure et la torture, la déception des milieux ouvriers devant le peu de réformes sociales lui valent des critiques. En outre, la guerre aggrave la crise que vit le pays, provoquant famines, épidémies, rationnement et émeutes. L'abandon des troupes portugaises combattant en France lui sera aussi reproché.
Il est assassiné le 14 décembre 1918 dans la gare du Rossio à Lisbonne par un militant républicain.